# Агентство государственного казначейства Азербайджана
Агентство государственного казначейства при Министерстве финансов Азербайджана (азерб. Azərbaycan Respublikası Maliyyə Nazirliyinin Dövlət Xəzinədarlığı Agentliyi) является государственным органом, ответственным за обеспечение уплаты бюджетных поступлений, целевое использование расходов в соответствии с единой бюджетной классификацией. При осуществлении указанных финансовых операций агентство использует единый казначейский счет (ЕКС). 

## История
Положение об Агентстве государственного казначейства Министерства финансов Азербайджанской Республики было утверждено Указом Президента Азербайджанской Республики № 48 от 9 февраля 2009 года.

## Деятельность
Агентство осуществляет первый этап аудита. Он действует в соответствии с Конституцией Азербайджанской Республики, решениями и распоряжениями Кабинета Министров Азербайджанской Республики, а также международными договорами, ратифицированными Азербайджанской Республикой, и Положение об Агентстве государственного казначейства Министерства финансов Азербайджанской Республики. Все расходы агентства, связанные с его деятельностью, финансируются из государственного бюджета Азербайджана и других источников, определенных законодательством.
Агентство государственного казначейства Азербайджана уполномочено принимать участие в процессе подготовки показателей государственного бюджета, а также контролировать этот процесс. В пределах своих полномочий он также осуществляет финансовые операции и планирование с целью поддержания эффективности и прозрачности управления государственными бюджетными учреждениями. Все доходы, поступающие в государственный бюджет, и расходы государственного бюджета должны осуществляться соответственно на основе единой бюджетной классификации. Агентство выполняет предварительные бюджетные обязательства по закупаемым бюджетными организациями товарам и услугам и в соответствии с этими обязательствами осуществляет погашение долгов, возникающих в связи с указанными закупками.
Согласно Плану мероприятий, который был утвержден Постановлением Кабинета министров Азербайджана от 4 апреля 2020 года, ежегодно Агентство государственного казначейства осуществляет выплату финансовой поддержки предпринимателям и налогоплательщикам в связи с негативным воздействием пандемии коронавируса на экономику.
В декабре 2020 года в соответствие с Положением о Фонде помощи Азербайджанской Армии, который был утвержден Президентом Азербайджана, для сбора средств Фонда помощи Азербайджанской Армии был открыт специальный казначейский счет. Согласно Закону «О государственных закупках» от 27 декабря 2001 года, финансирование армии было поручено Агентству государственного казначейства.

## Структура
Агентство возглавляет директор, назначаемый и освобождаемый от должности министром финансов Азербайджана. Он несет прямую ответственность за выполнение всех возложенных на него обязанностей. Директор имеет двух заместителей, которые назначаются или освобождаются от должности министром финансов.
Директор имеет следующие полномочия и обязанности:
1. Организация деятельности агентства;
2. Назначение и освобождение от должности сотрудников агентства, в том числе заместителей директора, руководителей структурных подразделений агентства и руководителей территориальных органов агентства.
3. Предоставление Министерству финансов Азербайджана отчетов о деятельности агентства;
4. Выполнение иных задач в соответствии с законодательством Азербайджана.[10]

## Внешние ссылки
Официальный сайт Архивная копия от 19 апреля 2018 на Wayback Machine